# Сидюков, Алексей Фёдорович
Алексей Фёдорович Сидюков (1909—1995) — красноармеец Рабоче-крестьянской Красной Армии, участник Великой Отечественной войны, Герой Советского Союза (1943).

## Биография
Алексей Сидюков родился в апреле 1909 года в селе Клявлино (ныне — Клявлинский район Самарской области). Чуваш. После окончания начальной школы работал в колхозе в посёлке Чигмалиновка Клявлинского района. В августе 1941 года Сидюков был призван на службу в Рабоче-крестьянскую Красную Армию. С декабря того же года — на фронтах Великой Отечественной войны.
К сентябрю 1943 года гвардии красноармеец Алексей Сидюков был снайпером 222-го гвардейского стрелкового полка 72-й гвардейской стрелковой дивизии 7-й гвардейской армии Степного фронта. Отличился во время битвы за Днепр. В ночь с 24 на 25 сентября 1943 года Сидюков одним из первых переправился через Днепр в районе села Бородаевка Верхнеднепровского района Днепропетровской области Украинской ССР и принял активное участие в боях за захват и удержание плацдарма на его западном берегу, уничтожив 14 солдат и офицеров противника, лично участвовал в рукопашных схватках.
Указом Президиума Верховного Совета СССР от 26 октября 1943 года за «образцовое выполнение боевых заданий командования на фронте борьбы с немецкими захватчиками и проявленные при этом мужество и героизм» гвардии красноармеец Алексей Сидюков был удостоен высокого звания Героя Советского Союза с вручением ордена Ленина и медали «Золотая Звезда» за номером 1500.
Участвовал в Параде Победы. После демобилизации вернулся в Чигмалиновку. Умер 23 сентября 1995 года.

## Был также награждён
- орден Ленина (1943)
- орденом Отечественной войны 1-й степени (1985),
- орденом Отечественной войны 2-й степени[источник не указан 2676 дней],
- двумя орденами Красной Звезды
- Медаль «За отвагу» (1943)
- Медаль «За победу над Германией в Великой Отечественной войне 1941—1945 гг.»
- рядом медалей[1].

## Память
В честь Сидюкова названа улица в селе Чёрный Ключ Клявлинского района Самарской области.